# Skeleton vid olympiska vinterspelen 2022
Skeleton vid olympiska vinterspelen 2022 arrangerades i Yanqing National Sliding Centre i Yanqing i Kina mellan den 10 och 12 februari 2022. Totalt 50 rodelåkare representerandes 21 olika nationella olympiska kommittéer tävlade i 2 grenar.

## Medaljsammanfattning
| Gren               | Guld                          | Guld    | Silver                      | Silver  | Brons                       | Brons   |
| Damer Detaljer...  | Hannah Neise Tyskland         | 4.07,62 | Jaclyn Narracott Australien | 4.08,24 | Kimberley Bos Nederländerna | 4.08,46 |
| Herrar Detaljer... | Christopher Grotheer Tyskland | 4.01,44 | Axel Jungk Tyskland         | 4.01,67 | Yan Wengang Kina            | 4.01,77 |

## Medaljtabell
| Pl. | Nation        | Guld | Silver | Brons | Totalt |
| --- | ------------- | ---- | ------ | ----- | ------ |
| 1   | Tyskland      | 2    | 1      | 0     | 3      |
| 2   | Australien    | 0    | 1      | 0     | 1      |
| 3   | Kina          | 0    | 0      | 1     | 1      |
| 3   | Nederländerna | 0    | 0      | 1     | 1      |
|     | Totalt        | 2    | 2      | 2     | 6      |

### Fotnoter
1. ↑  Skeleton - Olympic Schedule & Results. Arkiverad 6 februari 2022 hämtat från the Wayback Machine. beijing2022.cn. Läst 6 februari 2022.
2. ↑  (6 februari 2022). Skeleton – Number of Entries by NOC. Arkiverad 6 februari 2022 hämtat från the Wayback Machine. beijing2022.cn. Läst 6 februari 2022.
3. ↑  ”Women Heat 4 Results - Olympic Skeleton”. https://olympics.com/beijing-2022/olympic-games/en/results/skeleton/results-women-fnl-000400-.htm. Läst 12 februari 2022.
4. ↑  ”Men Heat 4 Results - Olympic Skeleton”. https://olympics.com/beijing-2022/olympic-games/en/results/skeleton/results-men-fnl-000400-.htm. Läst 12 februari 2022.